# Wayang
Wayang, també conegut com a wajang, és una forma tradicional de teatre de titelles originada a l’illa indonesia de Java. Wayang fa referència a tot l'espectacle dramàtic. De vegades, el propi titella de cuir es coneix com wayang. Les representacions de teatre de titelles wayang van acompanyades d’una orquestra de gamelan a Java i de wayang de gènere a Bali. Les històries dramàtiques representen mitologies, com ara episodis de les epopeies hindús, el Ramayana i el Mahabharata, així com adaptacions locals de llegendes culturals. Tradicionalment, un wayang es fa en un espectacle ritualitzat de mitjanit a l'alba per un dalang, un artista i un líder espiritual; la gent veu l'espectacle des dels dos costats de la pantalla.
Les actuacions wayang són molt populars entre els indonesis, especialment a les illes de Java i Bali. Les actuacions de Wayang se solen celebrar en determinats rituals, determinades cerimònies, certs esdeveniments i fins i tot atraccions turístiques. En contextos rituals, els espectacles de titelles s’utilitzen per a rituals d’oració (celebrats als temples de Bali), ritual ruwatan (neteja dels nens Sukerto de la mala sort), i ritual sedekah bumi (acció de gràcies a Déu per les abundants collites). En contextos de cerimònies, normalment s'utilitza per celebrar mantenan (cerimònia de casament javanès) i sunatan (cerimònia de circumcisió). En altres esdeveniments, s'utilitza per celebrar el Dia de la Independència, l'aniversari de municipis, empreses i l'aniversari d'algú, commemorant determinats dies entre d'altres. Els espectacles de titelles wayang també s’utilitzen com a atractius turístics culturals.
Wayang és un dels cims de la cultura indonèsia. Les tradicions wayang inclouen interpretació, cant, música, teatre, literatura, pintura, escultura, talla i arts simbòliques. Les tradicions wayang, que continuen desenvolupant-se des de fa més de mil anys, també són un mitjà d'informació, predicació, educació, comprensió filosòfica i entreteniment.
La UNESCO va designar Wayang el teatre de les ombres planes de cuir (wayang kulit), els titelles de fusta plana (wayang klitik) i el teatre de titelles de fusta tridimensional (wayang golek), com a obres mestres del patrimoni oral i immaterial de la humanitat el 7 de novembre de 2003. A canvi del reconeixement, la UNESCO va exigir als indonesis que preservessin la tradició.

## Etimologia
El terme wayang és una paraula javanesa que significa " ombra " o "imaginació". L'equivalent de la paraula en indonèsia és bayang. En el vocabulari quotidià javanès i indonesi modern, el wayang pot referir-se al propi titella o a tota la representació del teatre de titelles.

## Tipus
Depenent de la regió i el moment històric es poden identificar altres formes de teatre tradicional relacionades, que varien en la forma de representació o en el tipus de titelles utilitzats.

### Wayang golek

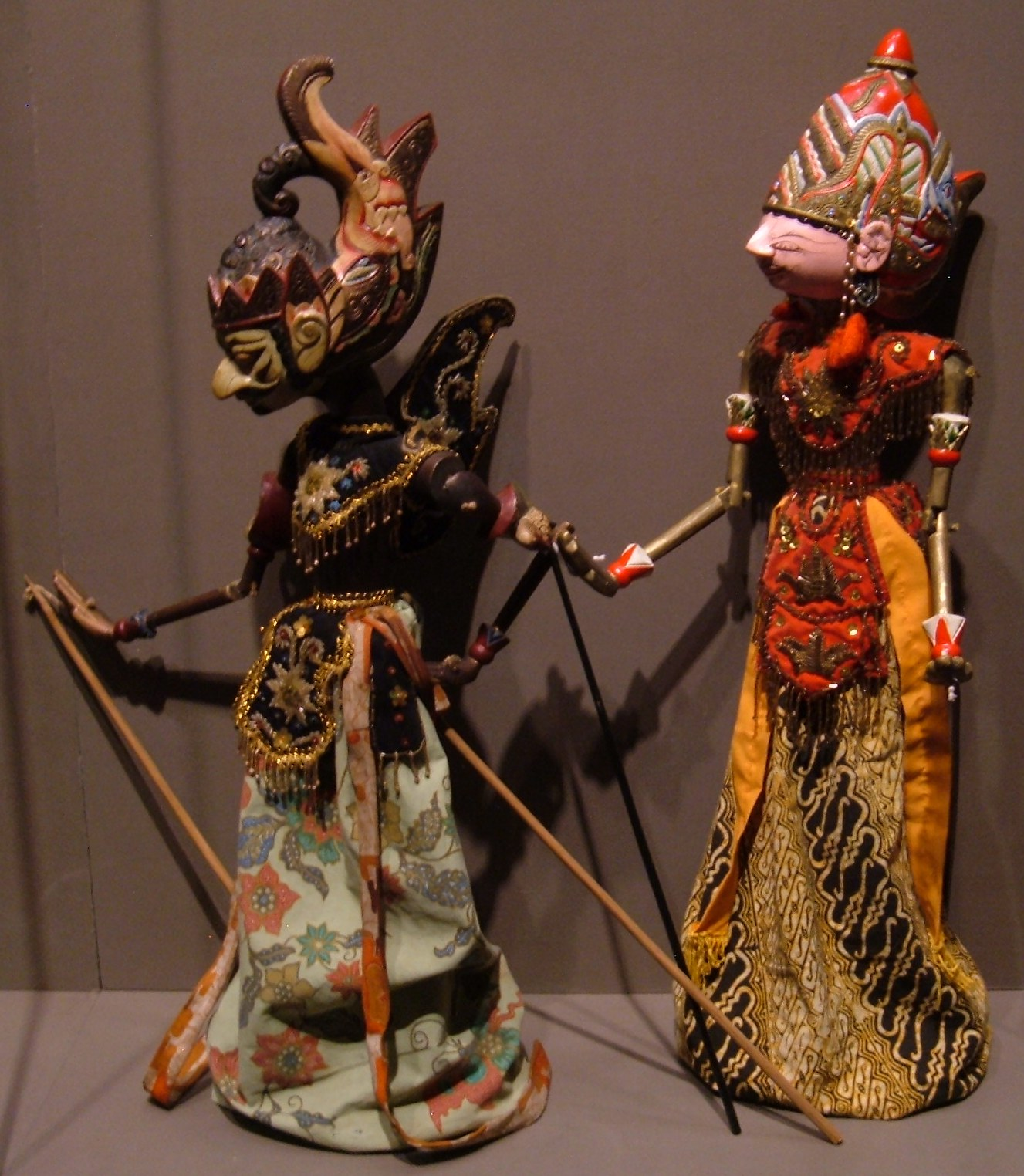
Parella de titelles de wayang golek de Java occidental

En aquest espectacle s'utilitzen titelles de tres dimensions construïts amb fusta que es fan servir des d'abaix mitjançant canyes o varetes, i es mostren directament als espectadors sense l'ús del teló. Per tant, no es tracta d'un teatre d'ombres. Aquests ninos presenten generalment dues varetes que connecten amb les mans, a més d'una altra central unida al cap. Es desconeix l'origen d'aquest tipus de titelles, malgrat que els estudiosos especulen amb la teoria que les van portar de la Xina en algun moment del segle xvii.
El wayang golek es va desenvolupar principalment a la costa nord de Java i la seva popularitat va créixer a partir del relat de la història d'Amir Hamza, oncle de Mahoma. Aquestes històries encara es representen a Tegal, Kabumen i Jepara amb el nom de wayang golek menak.
Durant el segle xviii aquest estil es va traslladar a les muntanyes de Java occidental, on s'utilitzà per a narrar llegendes del Ramayana i el Mahabharata (wayang golek purwa), a Bandung, Bogor i Jakarta. Aquesta és la forma més cèlebre a l'època contemporània, en la qual destaquen famílies de dalangs com els Sunarya, que han transmès l'art de generació en generació.

### Wayang klitik
Els titelles wayang klitik ocupen un lloc intermedi entre wayang golek i wayang kulit. Es construeixen i s'operen de manera similar a les del wayang kulit però en fusta enlloc de cuir, i s'utilitzen com a teatre d'ombres, ja que les seves formes es projecten sobre un teló.
El terme klitik és una onomatopeia de klitik-klitik, el so que produeixen els titelles al xocar entre si a les lluites.

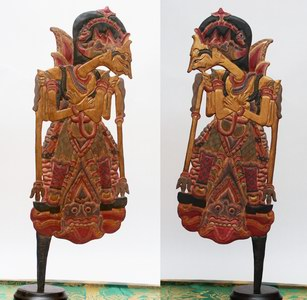
Titelles Wayang klitik de Batara Guru

Els titelles acostumen a patir danys considerables durant les escenes de batalla, cosa que augmenta la diversió del públic. Tot i això, en un país en què fins a l'any 1970 no es disposava de coles adequades, el trencament suposava el reemplaçament del titella per un totalment nou. Aquesta dificultat va provocar que molts titelles es construïssin amb els braços de cuir, per tal d'evitar la fragilitat de la fusta a les parts que rebien la majoria dels cops.
Aquest estil prové de Java oriental i les històries que es representen estan basades en llegendes dels regnes de Jenggala, Kediri i Majapahit. Dels primers sorgeixen les històries de Raden Panji i Cindelaras, que narren les aventures d'un parell de joves aldeans amb els seus galls de baralla.

### Wayang beber
Aquest estil consisteix en figures pintades damunt rotlles que el dalang es dedica a desenrotllar de forma successiva mentre narra les històries. Té grans similituds amb les balades il·lustrades, que eren força comuns a les fires anuals de l'Europa medieval. Aquest tipus d'espectacle ha caigut a l'oblit i només es conserva el testimoni d'alguns rotlles utilitzats en diversos museus.
Alguns viatgers xinesos que van visitar Java durant el segle xv van descriure un estil de representació mitjançant pintures que es desenrotllaven quan s'avançava la narració, aconseguint fer riure o plorar a l'audiència.

### Wayangs amb actors humans
Existeixen formes de wayang tradicionals en les quals els personatges són interpretats per actors de carn i ossos en comptes de titelles. Una d'aquestes és el wayang wong, un tipus de teatre amb temes del regne de Jenggala, en el qual els actors utilitzen unes màscares, anomenades wayang topeng o wayang gedog.

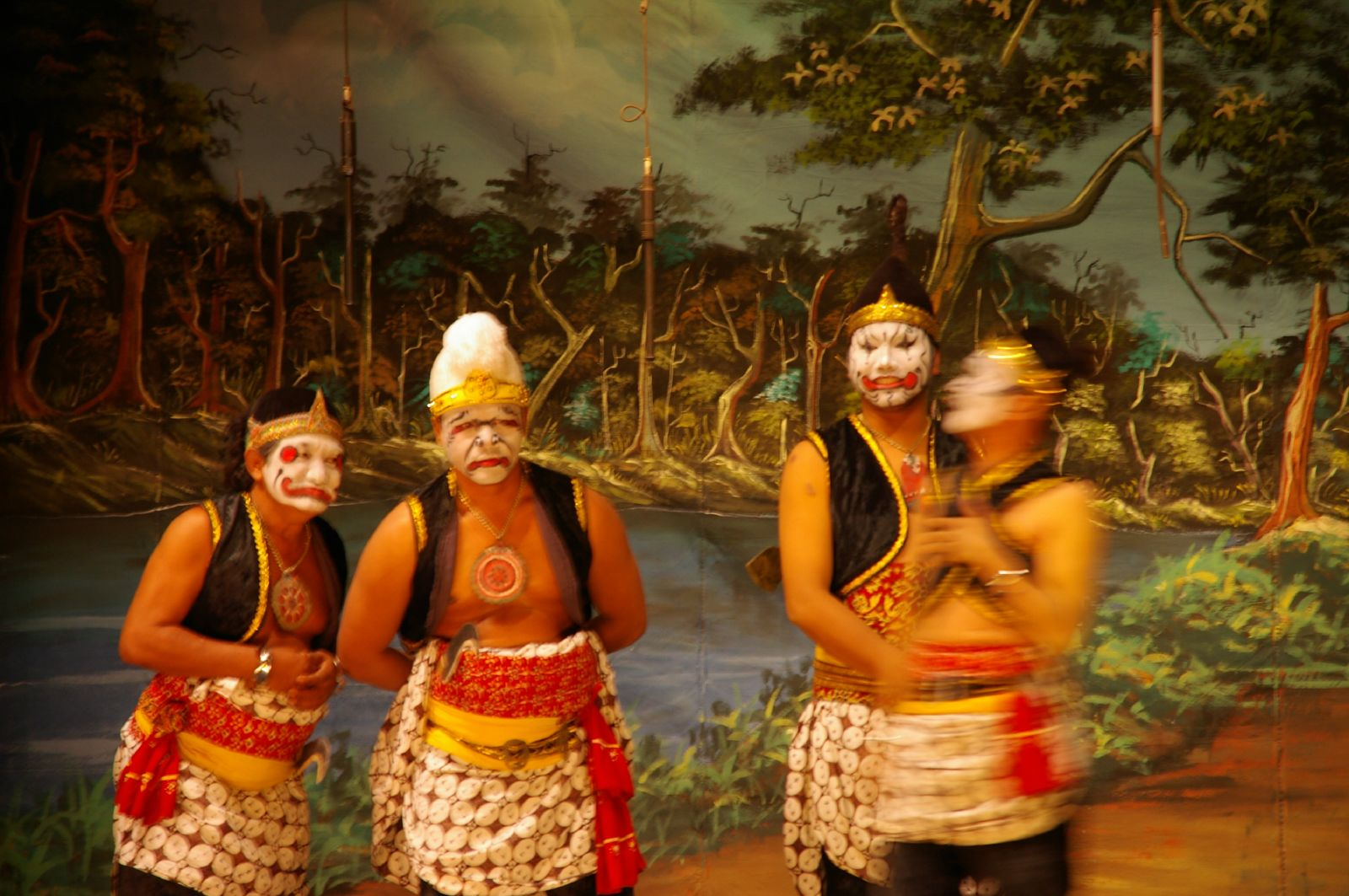
Actuació de wayang wong

El tema que es representa és la història d'amor de Raden Panji i Chandra, els prínceps dels regnes de Jenggala i Kediri respectivament. Chandra era la reencarnació de Dewi Ratih (deessa de l'amor) i Panji de Kama Yaia (déu de l'amor). La història es titula Smara dajana (foc de l'amor, o foc del record). Al final de la complicada trama la parella aconsegueix finalment poder contraure matrimoni i esperen un fill, anomenat Raya Putra. Panji Asmarabangun va governar Janggala sota els títols oficials de Sri Kameswara, Prabu Suryowiseso i Hino Kertapati.
El wayang wong va constituir, en els seus orígens, un entreteniment per a l'aristocràcia a quatre palaus de Yogyakarta i Surakarta. Amb el pas del temps es va difondre i va començar a popularitzar-se.
L'estil té uns patrons fixats de vestimenta i actuació. Per als actors masculins els quadres tradicionals són els següents:
- Alus, de moviments suaus, lents i elegants.
- Gagah:
  - Kambeng: una dansa més atlètica, utilitzada pels personatges de Bhima, Antareja, y Ghatotkacha.
  - Bapang: gagah y kasar per als guerrers Kauravas.
  - Kalang kinantang: cau sovint entre alus y gagah, és una dansa executada per ballarins prims i alts que interpreten els rols de Kresno o Suteja.
- Kasar: un estil rude per a presentar ogres i dimonis.
- Gecul: ponokawan y cantrik.
  - Kambeng dengklik: per als guerrers simis, i per a Jánuman.
  - Kalang kinantang dengklik: interpretada també per guerrers simis com Sugriva i Subali.

D'altra banda, per a les actrius són els següents:
La vestimenta i accessoris distingeix a reines, simis, princeses. Els quadres es coneixen com a nggruda o ngenceng encot, estils clàssics de dansa consistents en nou moviments bàsics (joged pokok) i dotze secundaris (joged gubahan y joged wirogo).
A l'època contemporània, el wayang wong és interpretat per dones i existeixen uns quaranta-cinc personatges.

## Context cultural
La seva funció inicial, el wayang, és un ritual destinat als esperits ancestrals de la creença "hyang". A més, el wayang experimenta un canvi de rol, concretament com a mitjà de comunicació social. Les obres que es representen al wayang solen tenir diversos valors, com ara l'educació, la cultura i els ensenyaments de filosofia. Wayang funciona com un mitjà eficaç per transmetre missatges, informació i lliçons. El wayang s'ha utilitzat com a mitjà eficaç per difondre religions que van des de l'hinduisme a l'islam. A causa de la flexibilitat dels titelles wayang, encara existeixen avui en dia i s’utilitzen per a diversos propòsits. Les funcions Wayang es poden agrupar en 3.

### Tatanan (norma i valors)
Wayang és un mitjà que pot contenir tots els aspectes de la vida humana. Els pensaments humans, ja siguin relacionats amb la ideologia, la política, l'economia, el social, la cultura, el dret, la defensa i la seguretat, poden contenir-se en el wayang. Els titelles contenen ordre, és a dir, una norma o convenció que conté ètica (filosofia moral). Aquestes normes o convencions s’acorden i s’utilitzen com a pautes per als artistes. A l'espectacle de titelles, hi ha regles del joc juntament amb els procediments per a titelles i com es juga el titella, de generació en generació i tradició, amb el pas del temps es converteix en una cosa que s’acorda com a pauta (convenció).
Wayang és un mitjà educatiu que es basa en una revisió del contingut que proporciona molts ensenyaments de moralitat a la comunitat. És un mitjà educatiu que se centra en l'educació moral i del caràcter. Els valors del wayang són un mitjà per formar l'educació del personatge. L'educació sobre el caràcter és quelcom que és urgent i fonamental, ja que amb l'educació amb el caràcter es pot formar una persona que tingui un bon comportament.

### Tuntunan (Directrius)
L’aparició del Wayang és un mitjà comunicatiu de la societat. S’utilitza com a mitjà per entendre una tradició, una aproximació a la societat i difondre valors. El wayang com a mitjà per a l'educació rau no només en els elements de la història, la forma de l'escenari, els instruments, l'art de titelles, sinó l'encarnació de les imatges wayang de cada personatge. L'encarnació dels personatges wayang pot descriure un personatge. Des del titella es pot aprendre sobre lideratge, coratge, determinació, honestedat, sinceritat. A part d’això, els titelles poden reflectir la naturalesa de la ira, és a dir, la cobdícia, l'enveja gelosa, la crueltat i l’ ambició.

### Tontonan (Entreteniment)
Representacions de titelles Wayang com a entreteniment (tontonan) per a la comunitat. Les representacions són molt populars sobretot a les illes de Java i Bali. Els espectacles de titelles continuen sent els preferits de la comunitat i sovint s’inclouen a la televisió, la ràdio, YouTube i altres xarxes socials. Les actuacions de Wayang presenten una varietat d’arts com ara el drama, la música, la dansa, les arts literàries i les belles arts. El diàleg entre personatges, les expressions narratives (janturan, pocapan, carita), suluk, kombangan, dhodhogan, kepyakan, són elements importants en les actuacions wayang.

## Museu Wayang
El museu Wayang està situat a la zona turística de Kota Tua Jakarta (ciutat vella) a Jalan Pintu Besar Utara núm. 27, Jakarta 11110, Indonèsia. El Museu Wayang és adjacent al Museu Històric de Jakarta. El museu del wayang obre tots els dies, excepte els dilluns, de 09:00 del matí a 15:00 de la tarda, els dissabtes i els diumenges i tanca a les 20:00.
Aquest museu té diversos tipus de col·leccions de wayang indonesis, com ara wayang kulit, wayang golek, wayang klithik, wayang suket, wayang beber i un altre wayang indonesi. A més, també hi ha una col·lecció de màscares (Topeng), gamelan i pintures de wayang. Les col·leccions no només provenen d’Indonèsia, sinó que hi ha moltes col·leccions de titelles de diversos països com Malàisia, Tailàndia, Cambodja, Surinam, Xina, Vietnam, França, Índia, Turquia i molts altres països.